# Як-27
Як-27 (за класифікацією НАТО: Flashlight-C) — радянський баражуючий винищувач-перехоплювач.

## Модифікації
| Назва моделі      | Короткі характеристики, відмінності.                                                                |
| ----------------- | --------------------------------------------------------------------------------------------------- |
| Як-27У            | Висотний переплювач з ракетним двигуном.                                                            |
| Як-27К (Як-27К-8) | Варіант-перехоплювач, обладнаний системою озброєння К-8. Комплекс перехоплення у цілому — Як-27К-8. |
| Як-27ЛШ           | Варіант з лижним шасі.                                                                              |
| Як-27Р            | Тактичний розвідувальний варіант.                                                                   |
| Як-27Ф            | На цій машині проводили в основному експерименти й дослідження.                                     |
| Як-121            | Прототип літака Як-27.                                                                              |

## Тактико-технічні характеристики Як-27

### Технічні характеристики
- Екіпаж: 2 людини
- Довжина: 17,30 м
- Розмах крила: 11 м
- Площа крила: 28,94 м²
- Маса
  - Порожнього: 6983 кг
  - Максимальна злітна: 10700 кг
- Двигуни: 2 ТРД РД-9АК
- Тяга форсована: 2 × 3250 кгс

### Льотні характеристики
- Максимальна швидкість: 1235 км/год
- Дальність польоту: 2200 км
- Практична стеля: 16 300 м

### Озброєння
- Стрілецько-гарматне: дві 30-мм гармати НР-30